# Cerentino
Cerentino é uma comuna da Suíça, no Cantão Tessino, com cerca de 61 habitantes. Estende-se por uma área de 20,1 km², de densidade populacional de 3 hab/km². Confina com as seguintes comunas: Bosco/Gurin, Campo, Cevio, Linescio.
A língua oficial nesta comuna é o Italiano.